# Noël Le Graët
Noël Le Graët (Bourbriac, 25 dicembre 1941) è un imprenditore, dirigente sportivo e politico francese, presidente della Federazione calcistica francese.

## Carriera
Funzionario delle imposte e consulente commerciale, è fondatore e presidente del gruppo agroalimentare che porta il suo nome.
È stato presidente della squadra di calcio del Guingamp in due distinti periodi, dal 1972 al 1991 e dal 2002 al 2011. Il club bretone, che all'epoca del suo insediamento alla presenza militiva nelle serie regionali, fu subito protagonista di un appassionante cammino in Coppa di Francia che lo vide raggiungere i sedicesimi di finale. Quell'impresa venne raccontata dal regista Jean-Jacques Annaud nel film Il sostituto. Sotto la presidenza Le Graët il Guingamp raggiunse lo status professionistico, costruendo il proprio impianto (lo Stade de Roudourou nel 1990) e vincendo una Coppa di Francia nel 2009. Nel 1991 fu eletto presidente della Lega Calcio francese, carica ricoperta fino al 2000.
Dal 1995 al 2008 è stato sindaco di Guingamp sotto le insegne del Partito Socialista. Nel 2005 è entrato nella Federcalcio francese, nominato vicepresidente delegato agli affari economici. Il 18 giugno 2011 è eletto presidente federale con il 54,39% dei voti. Il 15 dicembre 2012 è confermato con l'83,07% per un mandato di quattro anni. Il 18 marzo 2017 è rieletto con il 57,14% dei voti.

## Controversie
Nel Gennaio 2023 è stato accusato di molestie sessuali da parte di Sonia Souid, agente di calciatori e calciatrici, la quale ha denunciato in un'intervista televisiva di aver subito approcci indesiderati dal 2013 al 2017.
Dopo una polemica di un'intervista radiofonica su Zinédine Zidane, il comitato esecutivo della federcalcio francese gli domanda di ritirarsi dalla sua presidenza l'11 gennaio 2023.